# Domenico Serafini
Domenico Serafini, OSB, (Rome, 3 augustus 1852 – aldaar, 5 maart 1918) was een Italiaans geestelijke en kardinaal van de Katholieke Kerk. 
Serafini was een zoon uit een oud-adellijk geslacht. In 1871 trad hij toe tot de Orde der Benedictijnen, waar hij in 1874 zijn Eeuwige Geloften aflegde. Serafini studeerde aan verschillende Benedictijnse scholen, alvorens aan het Gregorianum te promoveren in de wijsbegeerte en de theologie. Hij werd op 21 oktober 1877 tot priester gewijd. Van 1877 tot 1892 maakt hij deel uit van de Benedictijnse Communiteit in Subiaco waar hij novicenmeester en lector was. In 1892 werd hij prior van de abdij van Sint Scholastica in Rome. In 1896 werd hij abt van de beide kloosters in Subiaco. 
Op 16 april 1900 benoemde paus Leo XIII hem tot aartsbisschop van Spoleto. In 1904 volgde zijn benoeming tot apostolisch delegaat voor Mexico. Op 30 november 1911 benoemde paus Pius X hem tot assessor van het Heilig Officie (de tegenwoordige Congregatie voor de Geloofsleer). Op 2 maart 1912 werd hij titulair aartsbisschop van Seleucia Pieria.
Tijdens het consistorie van 25 mei 1914 creëerde Pius X hem kardinaal-priester, met de Santa Cecilia als titelkerk. Dat was net om tijd om te kunnen deelnemen aan het Conclaaf van 1914. Hier was hij meteen de leidende kandidaat van de antimodernistische factie, maar hij moest het uiteindelijk afleggen toen de stemmen die eerst nog naar de progressievere Pietro kardinaal Maffi waren gegaan, overgingen naar de Bolognese aartsbisschop Giacomo kardinaal della Chiesa, die werd gekozen als paus Benedictus XV. Deze benoemde Serafini tot prefect van de Heilige Congregatie voor de Religieuzen en, iets later, tot prefect van de Heilige Congregatie tot Voortplanting des Geloofs.
Kardinaal Serafini overleed op 65-jarige leeftijd en werd begraven op Campo di Verano.